# Жумагали, Нурдаулет Максутович
Нурдаулет Максутович Жумагали (род. 28 января 1999 года, Тараз, Жамбылская область, Казахстан) — казахстанский пловец-паралимпиец. Серебряный медалист летних Паралимпийских игр 2024 в Париже, бронзовый призёр летних Паралимпийских игр 2020 в Токио.

## Биография
В 11 лет начал заниматься плаванием, участвовал в областных и республиканских соревнованиях. Из-за проблем со зрением в 2020 году перешёл в паралимпийский спорт.
В 2021 году принял участие на летних Паралимпийских играх 2020 в Токио на трёх дистанциях. 29 августа на дистанции 50 метров вольным стилем (категория S13) в квалификации занял 16-е место из 16 участников. 30 августа в соревнованиях по комплексному плаванию на 200 метров (категория SM13) занял в квалификации 14-е место из 15 участников (один не стартовал). 1 сентября на дистанции 100 метров брассом (категория SB13) в квалификации Жумагали занял вторую строчку в своем заплыве (1:04.97), в общем зачёте стал третьим и отобрался в финал. В финале с результатом 1:05.20 стал бронзовым призёром Паралимпиады-2020, уступив 2,23 секунды победителю, немецкому пловцу Талисо Энгелю.
В 2022 году на чемпионате мира в Мадейре Нурдаулет завоевал «серебро» на дистанции 100 м брассом (категория SB13) с результатом 1:04.09. В 2023 году в Манчестере он снова стал вторым на той же дистанции (1:05.16). В октябре 2023 года он завоевал две золотые медали на Азиатских Параиграх-2022 в Ханчжоу на дистанциях 100 брассом (1:05.92) и 200 м комплексным плаванием (2:16.74).

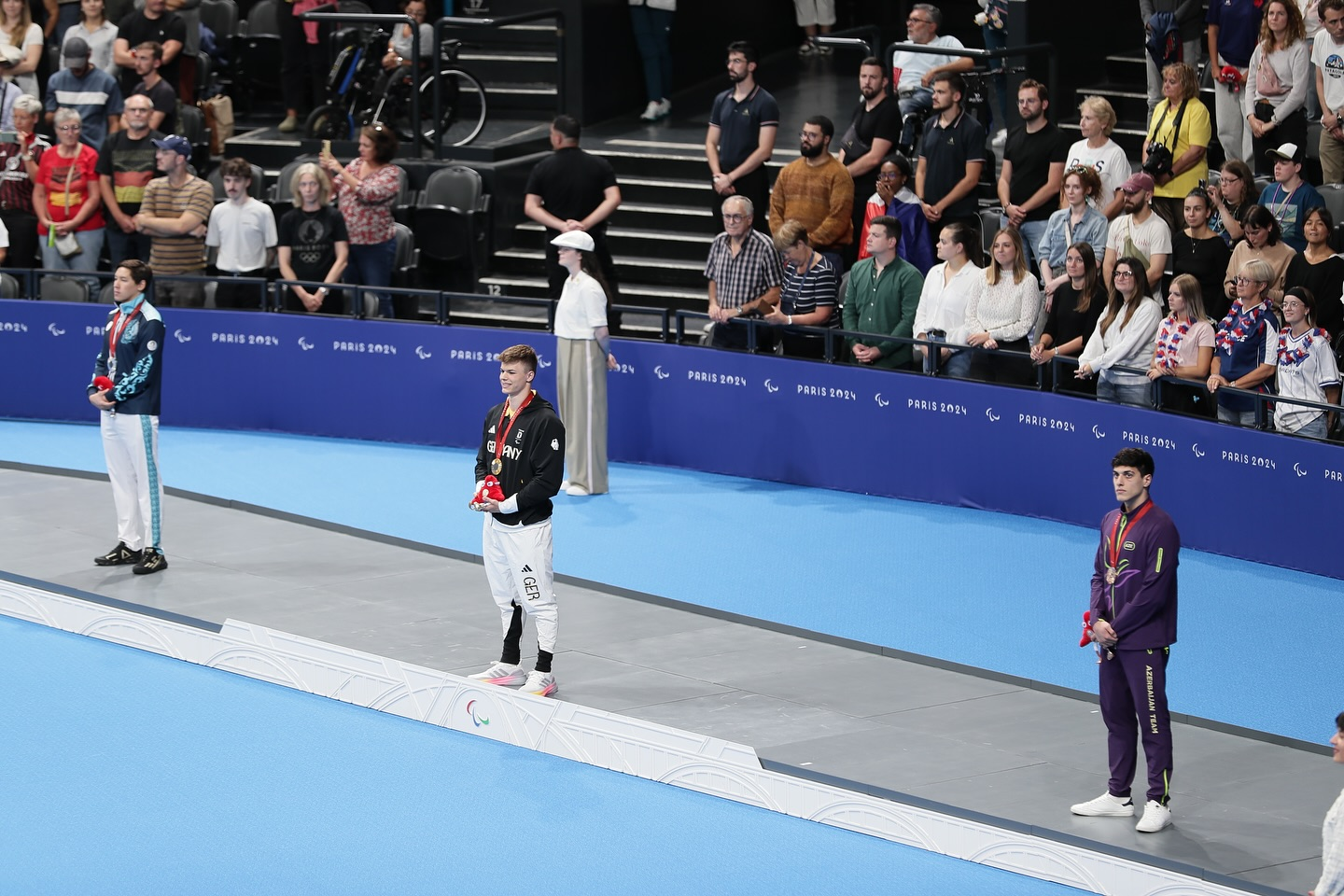
Церемония награждения победителей на дистанции 100 метров брассом (SB13) на Паралимпиаде-2024. Слева направо: Жумагали, Энгель (Германия), Исрафилов (Азербайджан).

Квалифицировался на летние Паралимпийские игры 2024 в Париже. 3 сентября на соревнованиях комплексным плаванием на 200 м (категория SM13) с результатом 2:20.31 занял 10-е место в квалификации и не прошёл в финал. 5 сентября соревновался на дистанции 100 метров брассом (SB13). В квалификации установил новый рекорд Азии (1:05.11) и вышел в финал со второго места, уступив только немцу Талисо Энгелю, установившему в квалификационном заплыве мировой рекорд. В финале Нурдаулет установил паралимпийский рекорд для категории SB12 (1:04.83) и завоевал серебряную медаль, уступив 2,93 секунды Энгелю.

## Награды
- Орден «Курмет» (6 сентября 2021 года)[10]
- Орден «Парасат» (14 сентября 2024 года)[11]